# Khu kinh tế Đông Nam Quảng Trị
Khu Kinh tế Đông Nam Quảng Trị là một khu kinh tế thuộc tỉnh Quảng Trị có diện tích 23.792 hecta, được thành lập theo quyết định số 42/2015/QĐ-TTg năm 2015.

## Tổng quan
Khu Kinh tế Đông Nam Quảng Trị có diện tích 23.792 hecta, được phân thành 4 khu vực phát triển.
| Khu vực | Diện tích | Vị trí                 | Chức năng |
| ------- | --------- | ---------------------- | --- |
| 1       | 11.469 ha | Đông Nam Khu kinh tế   | Là khu vực trọng tâm phát triển, bố trí các dự án động lực của toàn khu kinh tế                                                   |
| 2       | 2.221 ha  | Đông Bắc sông Cửa Việt | Là khu vực phát triển dịch vụ du lịch nghỉ dưỡng tập trung phát triển dịch vụ hỗ trợ cho khu vực trung tâm                        |
| 3       | 3.400 ha  | Tây Bắc sông Cửa Việt  | Phát triển đầu mối hạ tầng cấp vùng và dịch vụ cao cấp                                                                            |
| 4       | 6.702 ha  | phía Tây Khu kinh tế   | Phát triển nông nghiệp theo hướng công nghệ cao; dự trữ phát triển mở rộng cho vùng trọng tâm và ổn định các điểm dân cư hiện hữu |